# Hendra Setiawan
Hendra Setiawan, né le 25 août 1984 à Pemalang, est un joueur de badminton indonésien spécialiste du double hommes. Il a remporté la médaille d'or aux Jeux olympiques d'été de 2008 avec son partenaire Markis Kido. Il est également quadruple champion du monde : avec Markis Kido en 2007 et avec Mohammad Ahsan en 2013, 2015 et 2019.

## Palmarès

### Compétitions internationales individuelles
| Rang                               | Catégorie     | Partenaire     | Année | Lieu                   |
| ---------------------------------- | ------------- | -------------- | ----- | ---------------------- |
| Jeux olympiques :                  |               |                |       |                        |
| 1                                  | Double Hommes | Markis Kido    | 2008  | Pékin, Chine           |
| Championnats du monde :            |               |                |       |                        |
| 1                                  | Double Hommes | Mohammad Ahsan | 2019  | Bâle, Suisse           |
| 1                                  | Double Hommes | Mohammad Ahsan | 2015  | Jakarta, Indonésie     |
| 1                                  | Double Hommes | Mohammad Ahsan | 2013  | Canton, Chine          |
| 3                                  | Double Hommes | Markis Kido    | 2010  | Paris, France          |
| 1                                  | Double Hommes | Markis Kido    | 2007  | Kuala Lumpur, Malaisie |
| Jeux asiatiques :                  |               |                |       |                        |
| 1                                  | Double Hommes | Mohammad Ahsan | 2014  | Incheon, Corée du Sud  |
| 1                                  | Double Hommes | Markis Kido    | 2010  | Canton, Chine          |
| 3                                  | Double Hommes | Markis Kido    | 2006  | Doha, Qatar            |
| Championnats d'Asie de badminton : |               |                |       |                        |
| 2                                  | Double Hommes | Mohammad Ahsan | 2015  | Wuhan, Chine           |
| 1                                  | Double Hommes | Markis Kido    | 2009  | Suwon, Corée du Sud    |
| 1                                  | Double Hommes | Markis Kido    | 2005  | Hyderabad, Inde        |
| 2                                  | Double Hommes | Markis Kido    | 2003  | Jakarta, Indonésie     |
| Coupe du monde de badminton :      |               |                |       |                        |
| 1                                  | Double Hommes | Markis Kido    | 2006  | Yiyang, Chine          |

### Compétitions internationales par équipes
| Rang              | Catégorie        | Année | Lieu                   |
| ----------------- | ---------------- | ----- | ---------------------- |
| Thomas Cup :      |                  |       |                        |
| 3                 | Équipe masculine | 2014  | New Delhi, Inde        |
| 2                 | Équipe masculine | 2010  | Kuala Lumpur, Malaisie |
| 3                 | Équipe masculine | 2008  | Jakarta, Indonésie     |
| 3                 | Équipe masculine | 2006  | Tokyo, Japon           |
| Sudirman Cup :    |                  |       |                        |
| 3                 | Équipe mixte     | 2015  | Dongguan, Chine        |
| 3                 | Équipe mixte     | 2009  | Canton, Chine          |
| 2                 | Équipe mixte     | 2007  | Glasgow, Écosse        |
| Jeux asiatiques : |                  |       |                        |
| 3                 | Équipe masculine | 2010  | Canton, Chine          |
| 3                 | Équipe masculine | 2006  | Doha, Qatar            |